# Kurt Kleinschmidt (Jurist)

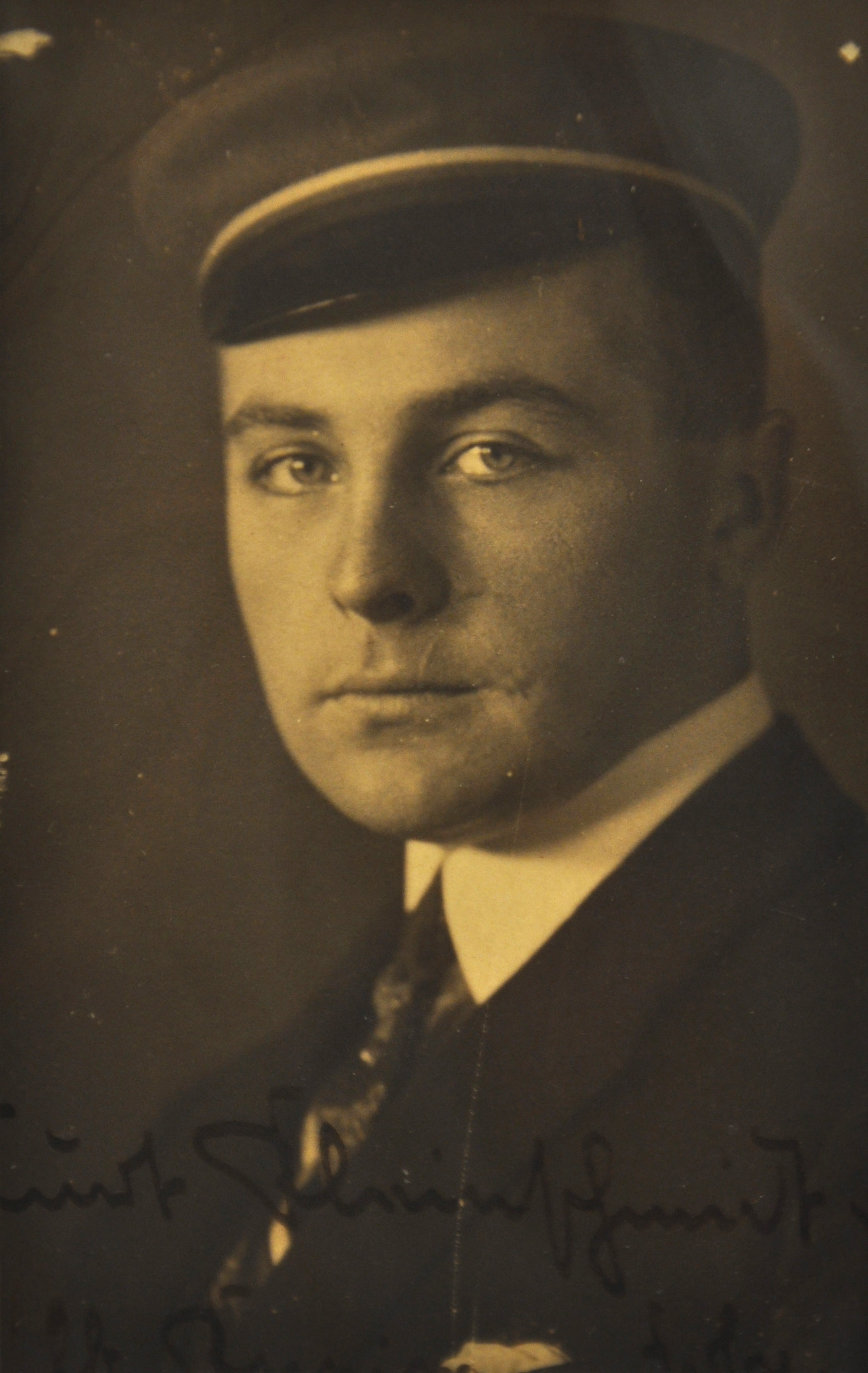
Kurt Kleinschmidt als Corpsstudent (1924)

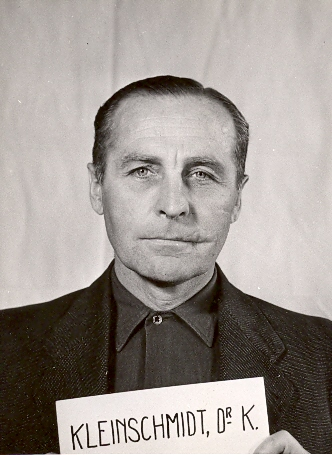
Kurt Kleinschmidt als Zeuge bei den Nürnberger Prozessen

Kurt Kleinschmidt (* 5. März 1904 in Höchst am Main; † 12. Februar 1989 in Köln) war ein deutscher Jurist im Bankwesen.

## Leben
Kleinschmidt war ein Sohn des Arztes Emil Kleinschmidt und seiner Ehefrau Elsa geb. Beinhauer. In seiner Jugend besuchte er von 1910 bis 1913 die Vorschule und von 1913 bis 1922 das humanistische Gymnasium in Hoechst. Nach der Reifeprüfung im März 1922 studierte er Rechtswissenschaft, Volkswirtschaftslehre und Betriebswirtschaft an der Johann Wolfgang Goethe-Universität Frankfurt am Main (1. Semester) und der Albert-Ludwigs-Universität Freiburg (2.–4. Semester). 1923 wurde er im Corps Suevia Freiburg aktiv.  Als Inaktiver ging er wieder nach Frankfurt (5.–7. Semester).
Nachdem er im November 1925 am Oberlandesgericht Frankfurt am Main das Referendarexamen  bestanden hatte, absolvierte er den juristischen Vorbereitungsdienst bei Gerichten in Frankfurt am Main, Höchst und Wiesbaden. Er unterbrach ihn für ein Jahr, um im Wintersemester 1926/27 und im Sommersemester 1927 als Assistent von Friedrich Klausing an der Juristischen Fakultät der Universität Frankfurt zu arbeiten. Mit einer Doktorarbeit bei Hans-Otto de Boor wurde er 1927 promoviert. 1929 bestand er am Kammergericht die Assessorprüfung. Als Dr. iur. leitete er 1930 den Kösener Congress.
Nach dem Wahlsieg der NSDAP bei der Reichstagswahl März 1933 trat Kleinschmidt zum 1. Mai 1933 in die Nationalsozialistische Deutsche Arbeiterpartei ein (Mitgliedsnummer 2.636.070). Als Angehöriger der Reiter-SS wurde er am 1. Oktober 1933 Mitglied der Schutzstaffel (SS-Nummer 150.614). Von 1933 bis 1937 amtierte Kleinschmidt als Chefsyndikus der Deutschen Zentralbodencredit-AG in Berlin. Im September 1937 wechselte er in den Vorstand der Mecklenburgischen Hypotheken- und Wechselbank in Schwerin.
Kurz nach dem Beginn des Zweiten Weltkrieges wurde Kleinschmidt am 7. September 1939 ins (badische) Kavallerie-Regiment 14 einberufen. Nach einer achtwöchigen militärischen Ausbildung in Schwerin und Parchim wurde er dann auf Anweisung des Staatssekretärs Wilhelm Keppler vom Auswärtigen Amt am 7. November 1939 von der Wehrmacht beurlaubt und zur neugegründeten Deutsche Umsiedlungs-Treuhand (DUT) dienstverpflichtet, die in Zusammenarbeit mit der von Heinrich Himmler gegründeten „Volksdeutschen Mittelstelle“ die Aktion „Heim ins Reich“ durchführen sollte. Als Fachmann für Grundstücks- und Hypothekenwesen gehörte er in der Folge als zweiter Geschäftsführer bis zum Kriegsende der Führung der DUT an.
Zum Ende des Zweiten Weltkrieges geriet Kleinschmidt in Automatischen Arrest. In der Folge wurde er als Zeuge in den Nürnberger Prozessen verhört. In der Nachkriegszeit beteiligte Kleinschmidt sich 1949 an der Gründung der Westdeutschen Finanzierungsgesellschaft und 1952 an der Gründung der Westdeutschen Kreditbank für Baufinanzierung in Köln. Der letzteren gehörte er anschließend bis etwa 1970 als Vorstandsvorsitzender und der ersteren bis Ende der 1960er Jahre als Geschäftsführer an. Daneben saß er in mehreren Aufsichtsräten.
Er war verheiratet mit Gisela geb. v. Schultz vom Gut Granskevitz auf Rügen. Mit ihr hatte er einen Sohn und zwei Töchter.